# Красная книга Тамбовской области
Красная книга Тамбовской области (2-е издание) — аннотированный список редких и находящихся под угрозой исчезновения животных, растений и грибов Тамбовской области..
Красная книга Тамбовской области была подготовлена учёными Тамбовского государственного университета имени Г. Р. Державина, государственного природного заповедника «Воронинский», Мордовского государственного университета имени Н. П. Огарева, Центра гигиены и эпидемиологии Тамбовской области, Института проблем экологии и эволюции имени А. Н. Северцова РАН, Мичуринского государственного педагогического института, Мордовского государственного заповедника.

## Издание
Первое издание Красной книги Тамбовской области вышло в 2000 году в 2-х томах. Правовой основой для её создания стали «Постановление Тамбовской областной Думы от 28.05.1999 № 377 об учреждении Красной книги Тамбовской области и порядке её ведения» и «Постановление Администрации области от 8.12.1999 № 1115», утверждавшее поименный состав областной комиссии по редким и находящимся под угрозой исчезновения животным и растениям на территории Тамбовской области. Книга написана учеными Мичуринского государственного аграрного университета, Московского, Воронежского, Тамбовского и Липецкого государственных университетов.
Второе издание Красной книги Тамбовской области выпущено в 2012 году также в 2-х томах. Красная книга Тамбовской области является официальным изданием, предназначенным как для специалистов, так и для широкого круга читателей.
В этом издании оценка состояния видов и популяций проведена по категориям, сочетающим как категории Красной книги Российской Федерации, так и категории Международного союза охраны природы, которые соотносятся следующим образом:
| Категории Красной книги России            | Категории по системе МСОП                                                   | Категории Красной книги Тамбовской области |
| 0 — вероятно исчезнувшие                  | RE — вероятно исчезнувшие в регионе                                         | 0 (RE)                                     |
| 1 — находящиеся под угрозой исчезновения  | CR — находящиеся в критическом состоянии (на грани исчезновения)            | 1 (CR)                                     |
| 2 — сокращающиеся в численности           | EN — находящиеся в опасном состоянии (исчезающие)                           | 2 (EN)                                     |
| 3 — редкие                                | VU — уязвимые                                                               | 3 (VU)                                     |
| 3 — редкие                                | NT — находящиеся в состоянии, близком к угрожаемому (потенциально уязвимые) | 3 (NT)                                     |
| 3 — редкие                                | LC — вызывающие наименьшие опасения                                         | 3 (LC)                                     |
| 4 — неопределенные по статусу             | DD — недостаточно изученные                                                 | 4 (DD)                                     |
| 5 — восстановленные и восстанавливающиеся | (отсутствует)                                                               | 5                                          |

В первом томе представлен список редких и находящихся под угрозой исчезновения животных Тамбовской области, который включает 295 видов (164 — беспозвоночные, 14 — рыбы, 5 — пресмыкающиеся, 89 — птицы, 18 — млекопитающие). В том включены два приложения: «Перечень (список) объектов животного мира, исключенных из Красной книги Тамбовской области» и «Перечень (список) объектов животного мира, нуждающихся в особом внимании к их состоянию в природной среде».
Во втором томе представлен список редких и находящихся под угрозой исчезновения растений и грибов Тамбовской области.
Для каждого вида приведены иллюстрации, карта распространения, определены статус и категория редкости, даны краткое описание, сведения о численности и необходимых мерах охраны.

## Список видов

### Растения и грибы
На 2017 год в Красную книгу внесены 316 видов растений и грибов (в скобках указана категория редкости).
- Conocephalum salebrosum — Коноцефал неровный (3)
- Porella platyphylla — Порелла плосколистная (1)
- Sphagnum fimbriatum — Сфагнум бахромчатый (2)
- Sphagnum palustre — Сфагнум болотный (2)
- Sphagnum riparium — Сфагнум береговой (2)
- Sphagnum capillifolium — Сфагнум волосоносный (2)
- Sphagnum jensenii — Сфагнум Йенсена (2)
- Sphagnum compactum — Сфагнум компактный (2)
- Sphagnum magellanicum — Сфагнум магелланский (2)
- Sphagnum papillosum — Сфагнум папиллезный (2)
- Anomodon longifolius — Аномодон длиннолистный (3)
- Anomodon attenuatus — Аномодон утонченный (2)
- Sciuro-hypnum populeum — Сциуро-гипнум тополевый (3)
- Rhodobryum roseum — Родобриум розовый (2)
- Hylocomium splendens — Гилокомиум блестящий (2)
- Rhytidiadelphus triquetrus — Ритидиадельфус трехгранный (3)
- Straminergon stramineum — Страминергон соломенно-желтый (2)
- Leucodon sciuroides — Левкодон беличий (2)
- Pseudobryum cinclidioides — Псевдобриум цинклидиевидный (1)
- Homalia trichomanoides — Гомалия трихомановидная (2)
- Ptilium crista-castrensis — Птилиум лагерный гребень (2)
- Plagiothecium latebricola — Плагиотециум скрытный (2)
- Atrichum flavisetum — Атрихум желтоножковый (3)
- Hamatocaulis vernicosus — Гаматокаулис глянцевитый (1)
- Physcomitrium arenicola — Фискомитриум песчаный (2)

- Lycopodium clavatum — Плаун булавовидный (3)
- Lycopodium annotinum — Плаун годичный (3)
- Lycopodium complanatum — Плаун сплюснутый (3)
- Equisetum ramosissimum — Хвощ ветвистый (3)
- Salvinia natans — Сальвиния плавающая (4)
- Botrychium multifidum — Гроздовник многораздельный (3)
- Botrychium lunaria — Гроздовник полулунный (4)
- Ophioglossum vulgatum — Ужовник обыкновенный (4)
- Juniperus communis — Можжевельник обыкновенный (3)
- Ephedra distachya — Эфедра двуколосковая (1)
- Adonis vernalis — Адонис весенний (2)
- Adonis volgensis — Адонис волжский (3)
- Aconitum anthora — Борец дубравный (3)
- Anemone sylvestris — Ветреница лесная (3)
- Actaea spicata — Воронец колосистый (3)
- Delphinium cuneatum — Живокость клиновидная (3)
- Trollius europaeus — Купальница европейская (3)
- Clematis recta — Ломонос прямой (3)
- Clematis integrifolia — Ломонос цельнолистный (3)
- Ranunculus illyricus — Лютик иллирийский (3)
- Ranunculus lingua — Лютик языколистный (3)
- Pulsatilla pratensis — Прострел луговой (1)
- Pulsatilla patens — Прострел раскрытый (2)
- Drosera anglica — Росянка английская (1)
- Drosera rotundifolia — Росянка круглолистная (3)
- Polygonum alpinum — Горец альпийский (3)
- Limonium tomentellum — Кермек опушенный (3)
- Atriplex littoralis — Лебеда прибрежная (3)
- Kochia prostrata — Прутняк простертый (3)
- Suaeda prostrata — Сведа простертая (3)
- Salicornia europaea — Солерос европейский (4)
- Dianthus pallens — Гвоздика бледноватая (1)
- Dianthus superbus — Гвоздика пышная (3)
- Gypsophila altissima — Качим высокий (3)
- Silene multiflora — Смолёвка многоцветковая (4)
- Silene sibirica — Смолёвка сибирская (1)
- Paeonia tenuifolia — Пион тонколистный (0)
- Jovibarba globifera — Бородник шароносный (1)
- Sempervivum ruthenicum — Молодило русское (1)
- Trapa natans — Рогульник плавающий (4)
- Astragalus albicaulis — Астрагал белостебельный (3)
- Astragalus pallescens — Астрагал бледнеющий (3)
- Astragalus sulcatus — Астрагал бороздчатый (1)
- Astragalus macropus — Астрагал длинноножковый (3)
- Astragalus pubiflorus — Астрагал опушённоцветковый (1)
- Astragalus cornutus — Астрагал рогатый (1)
- Astragalus ucrainicus — Астрагал украинский (3)
- Astragalus dasyanthus — Астрагал шерстистоцветковый (1)
- Astragalus asper — Астрагал шершавый (3)
- Astragalus zingeri — Астрагал Цингера (1)
- Astragalus onobrychis — Астрагал эспарцетный (3)
- Astragalus testiculatus — Астрагал яичкоплодный (1)
- Caragana frutex — Карагана кустарниковая (3)
- Chamaecytisus austriacus — Ракитник австрийский (3)
- Lathyrus pallescens — Чина бледноватая (3)
- Lathyrus lacteus — Чина молочно-белая (3)
- Lathyrus niger — Чина чёрная (4)
- Anthyllis vulneraria — Язвенник обыкновенный (3)
- Potentilla alba — Лапчатка белая (3)
- Amygdalus nana — Миндаль низкий (3)
- Spiraea crenata — Спирея городчатая (3)
- Betula humilis — Берёза приземистая (4)
- Parnassia palustris — Белозор болотный (3)
- Salix myrtilloides — Ива черниковидная (4)
- Euphorbia rossica — Молочай русский (3)
- Euphorbia sareptana — Молочай сарептский (3)
- Euphorbia seguieriana — Молочай Сегье (3)
- Linum flavum — Лён жёлтый (1)
- Linum nervosum — Лён жилковатый (3)
- Linum perenne — Лён многолетний (3)
- Hesperis tristis — Вечерница печальная (4)
- Sisymbrium strictissimum — Гулявник прямой (3)
- Dentaria quinquefolia — Зубянка пятилистная (3)
- Arabis gerardii — Резуха Жерара (3)
- Syrenia cana — Сирения седая (3)
- Althaea officinalis — Алтей лекарственный (3)
- Dictamnus gymnostilis — Ясенец голостолбиковый (3)
- Glaux maritima — Глаукс приморский (3)
- Hottonia palustris — Турча болотная (1)
- Ledum palustre — Багульник болотный (3)
- Vaccinium uliginosum — Голубика (3)
- Pyrola chlorantha — Грушанка зеленоцветковая (3)
- Pyrola minor — Грушанка малая (3)
- Pyrola media — Грушанка средняя (3)
- Chimaphila umbellata — Зимолюбка зонтичная (3)
- Oxycoccus palustris — Клюква болотная (3)
- Chamaedaphne calyculata — Мирт болотный (3)
- Moneses uniflora — Одноцветка крупноцветковая (4)
- Andromeda polifolia — Подбел многолистный (3)
- Arctostaphylos uva-ursi — Толокнянка обыкновенная (4)
- Peucedanum ruthenicum — Горичник русский (3)
- Trinia multicaulis — Триния многостебельная (3)
- Cephalaria litvinovii — Головчатка Литвинова (1)
- Valeriana tuberosa — Валериана клубненосная (3)
- Valeriana dubia — Валериана сомнительная (3)
- Adenophora liliifolia — Бубенчик лилиелистный (3)
- Campanula altaica — Колокольчик алтайский (2)
- Aster pannonicus — Астра венгерская (3)
- Aster amellus — Астра ромашковая (3)
- Cirsium pannonicum — Бодяк венгерский (4)
- Centaurea marschalliana — Василек Маршалла (3)
- Centaurea ruthenica — Василёк русский (1)
- Inula germanica — Девясил германский (1)
- Inula hirta — Девясил шершавый (3)
- Scorzonera austriaca — Козелец австрийский (1)
- Scorzonera hispanica — Козелец испанский (3)
- Scorzonera parviflora — Козелец мелкоцветковый (3)
- Scorzonera ensifolia — Козелец мечелистный (4)
- Scorzonera humilis — Козелец низкий (3)
- Scorzonera stricta — Козелец прямой (3)
- Scorzonera purpurea — Козелец пурпурный (3)
- Scorzonera cana — Козелец седой (3)
- Senecio fluviatilis — Крестовник приречный (3)
- Senecio tataricus — Крестовник татарский (3)
- Senecio schvetzowii — Крестовник Швецова (3)
- Jurinea arachnoidea — Наголоватка паутинистая (3)
- Jurinea polyclonos — Наголоватка многостебельная (4)
- Artemisia armeniaca — Полынь армянская (3)
- Artemisia pontica — Полынь понтийская (3)
- Artemisia sericea — Полынь шелковистая (3)
- Artemisia latifolia — Полынь широколистная (3)
- Serratula coronate — Серпуха венценостная (3)
- Serratula lycopifolia — Серпуха зюзниколистная (3)
- Serratula radiate — Серпуха лучистая (3)
- Serratula cardunculus — Серпуха чертополоховая (1)
- Crepis pannonica — Скерда венгерская (3)
- Crepis sibirica — Скерда сибирская (3)
- Galatella biflora — Солонечник двухцветковый (3)
- Galatella linosyris — Солонечник льновидный (3)
- Galatella villosa — Солонечник мохнатый (3)
- Galatella punctata — Солонечник точечный (3)
- Hieracium virosum — Ястребинка ядовитая (3)
- Pulmonaria mollis — Медуница мягкая (4)
- Echium russicum — Синяк русский (3)
- Gratiola officinalis — Авран лекарственный (3)
- Orobanche alba — Заразиха белая (3)
- Orobanche elatior — Заразиха высокая (3)
- Orobanche lanuginosa — Заразиха голубая (1)
- Verbascum phoeniceum — Коровяк фиолетовый (3)
- Melampyrum cristatum — Марьянник гребенчатый (3)
- Pedicularis palustris — Мытник болотный (3)
- Pedicularis kaufmannii — Мытник Кауфмана (3)
- Pedicularis dasystachys — Мытник мохнатоколосый (3)
- Pedicularis sceptrum-carolinum — Мытник скипетровидный (4)
- Scrophularia umbrosa — Норичник крылатый (3)
- Plantago cornuti — Подорожник Корнута (3)
- Plantago maxima — Подорожник наибольший (1)
- Plantago tenuiflora — Подорожник тонкоцветковый (3)
- Utricularia minor — Пузырчатка малая (3)
- Utricularia intermedia — Пузырчатка средняя (3)
- Galeobdolon luteum — Зеленчук жёлтый (4)
- Dracocephalum ruyschiana — Змееголовник Рюйша (3)
- Phlomis pungens — Зопник колючий (3)
- Thymus pallasianus — Тимьян Палласа (3)
- Scutellaria altissima — Шлемник высокий (3)
- Scutellaria hastifolia — Шлемник копьелистный (3)
- Prunella grandiflora — Черноголовка крупноцветковая (3)
- Gentiana amarella — Горечавка горьковатая (4)
- Gentiana cruciata — Горечавка крестовидная (3)
- Gentiana pneumonanthe — Горечавка лёгочная (3)
- Centaurium pulchellum — Золототысячник красивый (3)
- Centaurium erythraea — Золототысячник обыкновенный (4)
- Vincetoxicum scandens — Ластовень лазающий (3)
- Calla palustris — Белокрыльник болотный (3)
- Caulinia minor — Каулиния малая (3)
- Najas major — Наяда большая (3)
- Alisma bjorkqvistii — Частуха Бьёрквиста (3)
- Alisma gramineum — Частуха злаковидная (3)
- Scheuchzeria palustris — Шейхцерия болотная (4)
- Potamogeton sarmaticus — Рдест сарматский (4)
- Potamogeton obtusifolius — Рдест туполистный (3)
- Bulbocodium versicolor — Брандушка разноцветная (3)
- Veratrum nigrum — Чемерица чёрная (3)
- Lilium martagon — Лилия саранка (1)
- Fritillaria ruthenica — Рябчик русский (3)
- Fritillaria meleagroides — Рябчик шахматовидный (3)
- Tulipa biebersteiniana — Тюльпан Биберштейна (3)
- Tulipa schrenkii — Тюльпан Шренка (0)
- Allium flavescens — Лук желтеющий (3)
- Allium paczoskianum — Лук Пачоского (3)
- Allium praescissum — Лук предвиденный (3)
- Allium strictum — Лук торчащий (4)
- Allium sphaerocephalon — Лук шароголовый (4)
- Anthericum ramosum — Венечник ветвистый (3)
- Hyacinthella leucophaea — Гиацинтик беловатый (2)
- Iris aphylla — Ирис безлистный (3)
- Iris pumila — Ирис карликовый (0)
- Iris arenaria — Ирис песчаный (1)
- Iris sibirica — Ирис сибирский (4)
- Iris halophila — Ирис солелюбивый (3)
- Gladiolus imbricatus — Шпажник черепитчатый (2)
- Cypripedium guttatum — Башмачок крапчатый (4)
- Cypripedium calceolus — Башмачок настоящий (4)
- Herminium monorchis — Бровник одноклубневый (4)
- Hammarbya paludosa — Гаммарбия болотная (4)
- Neottia nidus-avis — Гнездовка настоящая (3)
- Epipactis palustris — Дремлик болотный (3)
- Gymnadenia conopsea — Кокушник длиннорогий (4)
- Corallorhiza trifida — Ладьян трёхраздельный (4)
- Liparis loeselii — Лосняк Лёзеля (4)
- Platanthera bifolia — Любка двулистная (3)
- Platanthera chlorantha — Любка зеленоцветковая (3)
- Neottianthe cucullata — Неоттианта клобучковая (4)
- Dactylorhiza cruenta — Пальчатокоренник кровавый (3)
- Dactylorhiza incarnata — Пальчатокоренник мясо-красный (3)
- Dactylorhiza maculata — Пальчатокоренник пятнистый (3)
- Dactylorhiza fuchsii — Пальчатокоренник Фукса (3)
- Cephalanthera rubra — Пыльцеголовник красный (4)
- Listera ovata — Тайник яйцевидный (3)
- Orchis militaris — Ятрышник шлемовидный (3)
- Blysmus compressus — Блисмус сжатый (3)
- Carex vaginata — Осока влагалищная (3)
- Carex tomentosa — Осока войлочная (3)
- Carex hartmanii — Осока Гартмана (3)
- Carex dioica — Осока двудомная (3)
- Carex diandra — Осока двутычинковая (3)
- Carex echinata — Осока ежисто-колючая (4)
- Carex colchica — Осока колхидская (4)
- Carex michelii — Осока Микеля (3)
- Carex humilis — Осока низкая (3)
- Carex supina — Осока приземистая (3)
- Carex limosa — Осока топяная (3)
- Carex stenophylla — Осока узколистная (4)
- Rhynchospora alba — Очеретник белый (3)
- Eriophorum vaginatum — Пушица влагалищная (3)
- Eriophorum gracile — Пушица стройная (3)
- Eriophorum angustifolium — Пушица узколистная (3)
- Eriophorum latifolium — Пушица широколистная (3)
- Pycreus flavescens — Ситовник желтоватый (4)
- Scirpoides holoschoenus — Сцирпоидес обыкновенный (1)
- Stipa zalesskii — Ковыль Залесского (1)
- Stipa pulcherrima — Ковыль красивейший (1)
- Stipa lessingiana — Ковыль Лессинга (1)
- Stipa dasyphylla — Ковыль опушённолистный (1)
- Stipa pennata — Ковыль перистый (5)
- Stipa tirsa — Ковыль узколистный (3)
- Helictotrichon pubescens — Овсец пушистый (3)
- Helictotrichon schellianum — Овсец Шелля (3)
- Melica picta — Перловник пёстрый (3)
- Melica transsilvanica — Перловник трансильванский (3)

- Calvatia gigantea — Головач гигантский (3)
- Echinoderma asperum — Лепиота острочешуйчатая (4)
- Cortinarius violaceus — Паутинник фиолетовый (3)
- Hygrophorus olivaceoalbus — Гигрофор оливково-белый (4)
- Infundibulicybe geotropa — Говорушка подогнутая (4)
- Boletus erythropus — Дубовик крапчатый (4)
- Boletus luridus — Дубовик оливково-бурый (4)
- Leccinum percandidum — Подосиновик белый (3)
- Gyroporus cyanescens — Гиропорус синеющий (3)
- Gyroporus castaneus — Гиропорус каштановый (3)
- Geastrum fornicatum — Звездовик сводчатый (2)
- Clavariadelphus pistillaris — Рогатик пестиковый (4)
- Phallus impudicus — Весёлка обыкновенная (4)
- Ganoderma lucidum — Трутовик лакированный (3)
- Grifola frondosa — Грифола курчавая (2)
- Polyporus umbellatus — Грифола зонтичная (3)
- Sparassis crispa — Спарассис курчавый (3)
- Hericium coralloides — Ежевик коралловидный (3)
- Lactarius scrobiculatus — Груздь жёлтый (4)
- Lactarius pergamenus — Груздь пергаментный (4)
- Russula azurea — Сыроежка синяя (4)
- Sarcodon imbricatus — Саркодон черепитчатый (4)

- Anaptychia ciliaris — Анаптихия реснитчатая (2)
- Cladonia deformis — Кладония бесформенная (3)
- Cladonia pleurota — Кладония бокоплодная (4)
- Cladonia turgida — Кладония вздутая (3)
- Cladonia stellaris — Кладония звездчатая (1)
- Cladonia verticillata — Кладония мутовчатая (1)
- Cladonia rangiformis — Кладония оленерогая (1)
- Cladonia digitata — Кладония пальчатая (3)
- Cladonia carneola — Кладония телесная (4)
- Cladonia cariosa — Кладония трухлявая (2)
- Protoparmeliopsis muralis — Протопармелиопсис настенный (3)
- Hypogymnia tubulosa — Гипогимния трубчатая (4)
- Melanohalea olivacea — Меланохалея оливковая (1)
- Melanohalea septentrionalis — Меланохалея северная (1)
- Melanohalea exasperata — Меланохалея шероховатая (3)
- Melanohalea exasperatula — Меланохалея шероховатистая (2)
- Parmeliopsis hyperopta — Пармелиопсис тёмный (3)
- Platismatia glauca — Платизмация сизая (1)
- Pseudevernia furfuracea — Псевдеверния зернистая (2)
- Tuckermanopsis chlorophylla — Тукерманнопсис хлорофилловый (4)
- Usnea hirta — Уснея жестковолосатая (3)
- Usnea subfloridana — Уснея почти цветущая (3)
- Cetraria islandica — Цетрария исландская (2)
- Cetraria sepincola — Цетрария заборная (3)
- Cetraria aculeata — Цетрария колючая (1)
- Peltigera canina — Пельтигера собачья (3)
- Ramalina farinacea — Рамалина мучнистая (3)
- Ramalina pollinaria — Рамалина опыленная (2)
- Ramalina fraxinea — Рамалина ясеневая (4)